# 1948 год в науке
В 1948 году были различные научные и технологические события, некоторые из которых представлены ниже.

## События
- май — вышел первый выпуск журнала Physics Today[1].
- 8 августа — в СССР завершилась специальная сессия ВАСХНИИЛ, в результате которой сторонниками Т. Д. Лысенко генетика была официально объявлена лженаукой.
- 26 августа — завершилось заседание президиума АН СССР, который, на основании постановления ЦК ВКП(б) («О мерах укрепления биологических учреждений Академии наук СССР», от 16 августа 1948 г.), поддержал решение сессии ВАСХНИЛ, одобренное ЦК ВКП(б). В постановлении указывалось на неблагоприятное положение науки с идеологической и практической точки зрения. Президиум АН СССР предложил всем организациям системы АН СССР провести широкую дискуссию по вопросам идеологической направленности тематики каждого института, и её практической значимости в науке и народном хозяйстве.
- 3 ноября — состоялось первое глубоководное погружение батискафа — FNRS-2, 1380 м.
- 22 ноября — завершилась расширенная сессия учёного совета Института геологических наук АН СССР, посвящённая обсуждению состояния геологических наук в СССР.
- Начался выпуск советского ежегодника «Историко-математические исследования», первого в мире периодического издания по истории математики.

## Достижения человечества

### Открытия
- 16 февраля — американским астрономом Джерардом Койпером открыта Миранда, спутник Урана.

### Изобретения
- Долгоиграющая пластинка: Питер Карл Голдмарк.

### Публикации
- Норберт Винер опубликовал свой бестселлер «Кибернетика, или управление и связь в животном и машине», положивший начало новой науке широкого масштаба.
- Клод Шеннон опубликовал статью «Математическая теория связи»

## Награды
- Нобелевская премия
  - Физика: Патрик Блэкетт, «за усовершенствование метода камеры Вильсона и сделанные в связи с этим открытия в области ядерной физики и космической радиации».
  - Химия: Арне Тиселиус, «за исследование электрофореза и адсорбционного анализа, особенно за открытие, связанное с комплексной природой белков сыворотки».
  - Физиология и медицина: Пауль Герман Мюллер «за открытие высокой эффективности ДДТ как контактного яда».

## Родились
- 9 марта — Ласло Ловас, математик (лауеат премии Вольфа 1999 года)
- 2 сентября — Криста МакОлифф (ум. 1986 во время катастрофы шаттла Челленджер) — американская астронавтка.

## Скончались
- 25 августа – Иннокентий Дмитриевич Андросов, русский советский геодезист, астроном, картограф.
- 1 октября — Феодосий Николаевич Красовский, российский астроном-геодезист. Под его руководством были определены размеры земного эллипсоида (эллипсоид Красовского).